# Los cinco de Boston
Los cinco de Boston (en inglés Five of Boston) fue un grupo informal de fotógrafos que se formó en el marco de la Escuela del Museo de Bellas Artes de Boston. Los componentes eran: Nan Goldin, David Armstrong, Mark Morrisroe, Jack Pierson y Philip-Lorca diCorcia.
Algunos autores han hablado de la "Escuela de Boston" para referirse a ellos, sin embargo, existen bastantes diferencias tanto en el estilo como en la técnicas que han utilizado. Existe mayor coincidencia respecto a los temas tratados: descripción de la intimidad, problemas de la sociedad contemporánea, así como la importancia dada a la relación con el sujeto fotografiado.
Nan Goldin prefiere emplear la expresión Grupo de Boston, destacando que lo importante es la amistad que les une más allá del trabajo fotográfico.